# Andjedan
Andjedan o Anjedan és una vila de l'Iran a 37 km a l'est d'Arak (antiga Sultanabad) a la província de Markazi. La seva activitat principal és el cultiu d'orquídies; l'emigració vers ciutats properes ha estat constant als darrers anys.

## Història
Fou un mercat pròsper a l'edat mitjana. La ciutat està associada al renaixement de la secta ismaïlita nizarita després de la conquesta d'Alamut pels mongols el 1256. Durant un temps els ismaïlites de Pèrsia van sobreviure camuflats sota la identitat de sufites, fins que a la segona meitat del segle xv (dos-cents anys després) els imans van reaparèixer a la vila d'Andjedan; eren considerats sufites pels forans. Es beneficiaren de la pujada al poder dels safàvides (1501) que van patrocinar algunes societats xiïtes de dervixos, i van poder actuar més lliurement; així els imans van poder restablir la seva autoritat sobre les comunitats disperses d'ismaïlites i intensificar la seva propaganda religiosa a Pèrsia, l'Àsia central i Índia. El 1627 els shah safàvida Abbas I el Gran va garantir exempcions fiscals als nizarites de l'imam Kalilallah. A la segona meitat del segle xvii elks imans es van traslladar a la vial propera de Kahak; Andjedan va perdre ràpidament importància tant per la sortida de l'imam com per les invasions afganes després del 1722. Els mausoleus de diversos imans es conserven a la vila, datats els més antics el 1480 i 1498 (Shah Kalandar i Shah Gharib). L'estat de conservació actual es desconeix, però vers 1980 estaven deteriorats. També a la rodalia es troben unes coves naturals amb diversos nom individuals destacant Assily, Miyanlanoon o Kolucheh Bala, Taq Reche, Giveh Kesh i Shoqal Darreh.